# آگوستین گارسیا باسو
آگوستین گارسیا باسو (انگلیسی: Agustín García Basso؛ زادهٔ ۲۶ مارس ۱۹۹۲) بازیکن فوتبال اهل آرژانتین است.